# Al Iraqiya
Al Iraqiya (en arabe : العراقيّة ) est la chaîne de télévision nationale irakienne. Elle a succédé en 2003 à la compagnie Iraqi TV après la chute du régime de Saddam Hussein.

## Présentation
Chaîne de télévision généraliste, elle partage son temps d'antenne entre séries arabes à succès, retransmission d'évènements sportifs, débats et bulletins d'information, le tout exclusivement en langue arabe. Des clips promouvant l'éducation civique sont régulièrement diffusés à l'antenne. 
La télévision nationale suivit régulièrement le procès de l'ancien président Saddam Hussein et montra de brèves séquences de son exécution, le 30 décembre 2006.

### Diffusion
Al Iraqiya est diffusée sur le réseau terrestre irakien. Une version satellitaire de la chaîne, (expurgée de certaines émissions pour laquelle elle ne possède pas de droits de diffusion en dehors du territoire irakien) est diffusée sur les satellites Arabsat et Hot Bird.